# Elrhazosaurus
Elrhazosaurus is een geslacht van plantenetende ornithischische dinosauriërs, behorend tot de groep van de Euornithopoda, dat tijdens het vroege Krijt leefde in het gebied van het huidige Niger. De enige benoemde soort is Elrhazosaurus nigeriensis.

## Vondst en naamgeving
In 1982 benoemden Peter Malcolm Galton en Philippe Taquet op grond van een in de Elrhazformatie, (late Aptien, 115 miljoen jaar oud) bij Agadez gevonden linkerdijbeen, holotype MNHN GDF 332, een nieuwe soort van het geslacht Valdosaurus: Valdosaurus nigeriensis. De soortaanduiding verwees naar Niger. Het feit dat Valdosaurus zowel in Europa als Afrika voorkwam, werd gezien als een aanwijzing voor een landverbinding tussen beide continenten.
Bij nader inzien bleek de vorm toch erg van Valdosaurus te verschillen en daarbij stamde dat laatste geslacht uit het late Barremien, een tijdsverschil van tien miljoen jaar dat als bezwaarlijk werd ondervonden om een identiteit aan te nemen. Galton benoemde daarom in 2009 een nieuw geslacht: Elrhazosaurus, waarvan de naam naar de Elrhazformatie verwijst. Valdosaurus nigeriensis is de typesoort, de combinatio nova is Elrhazosaurus nigeriensis.
Aan de soort werden toegewezen de specimina MNHN GDF 335: de uiteinden van een kleiner linkerdijbeen; MNHN GDF 336: een lichtgebouwd rechteropperarmbeen; MNHN GDF 337: een teenkootje en MNHN GDF338: een teenkootje.

## Beschrijving
Elrhazosaurus is een kleine soort. Het dijbeen van het holotype is een vijfentwintig centimeter lang wat wijst op een lichaamslengte van rond de twee meter.
Onderscheidende eigenaardigheden van het dijbeen van Elrhazosaurus zijn dat de bovenrand van de trochanter minor zich lager dan de bovenrand van de trochanter major bevindt; dat er tussen bovengenoemde put en de basis van de vierde trochanter zich een brede verheffing op het bot bevindt en dat de groeve voor de pees die het onderbeen doet strekken, diep is en wat schuin naar achteren gericht met vooraan een scherpe rand.

## Fylogenie
Volgens Galton is Elrhazosaurus een lid van de Dryosauridae. Daarop wijst dat er op dezelfde hoogte als de vierde trochanter, het botuitsteeksel achteraan het dijbeen dat als aanhechting dient voor de aandrijvende caudofemorale staartspieren, zich een diepe put in het bot bevindt.